# Ернст Янза
Ернст Янза (нім. Ernst Jansa; 18 жовтня 1899, Прага — 25 вересня 1974, Пухгайм) — австрійський, чехословацький та німецький офіцер, оберст люфтваффе. Кавалер Лицарського хреста Залізного хреста з дубовим листям.

## Біографія
Учасник Першої світової війни, після закінчення якої  поступив на службу в чехословацьку армію; служив у артилерії. 28 жовтня 1938 року вийшов у відставку. 1 травня 1939 року поступив на службу в зенітну артилерію люфтваффе. З жовтня 1940 року — командир 1-ї батареї 61-го зенітного дивізіону. Учасник Балканської кампанії і боїв на радянсько-німецькому фронті. З 12 серпня 1941 року — командир 2-го дивізіону 24-го артилерійського полку. Був поранений і після лікування в травні 1943 року призначений начальником зенітної школи 1-го зенітного корпусу. З 25 жовтня 1943 року —  командир 12-го зенітного штурмового полку. Відзначився у боях в Угорщині, в тому числі в Будапешті, де 12 лютого 1945 року був взятий у полон радянськими військами.

## Звання
- Фенріх резерву (1918)
- Лейтенант (1 жовтня 1918)
- Обер-лейтенант (1925)
- Капітан (1925)
- Штабс-капітан (1931)
- Гауптман (1939)
- Майор (1 квітня 1941)
- Оберст-лейтенант (1944)
- Оберст (1 січня 1945)

## Нагороди

### Перша світова війна
- Срібна медаль за хоробрість (Австро-Угорщина)
- Медаль «За поранення» (Австро-Угорщина)
- Військовий Хрест Карла

### Міжвоєнний період
- Пам'ятна військова медаль (Австрія)
- Почесний хрест ветерана війни з мечами
- Медаль «За вислугу років у Вермахті» 4-го класу (4 роки)

### Друга світова війна
- Залізний хрест
  - 2-го класу (9 квітня 1941)
  - 1-го класу (14 травня 1941)
- Почесний льотний знак
- Нагрудний знак військового пілота (Болгарія)
- Нагрудний знак зенітної артилерії люфтваффе
- Нагрудний знак люфтваффе «За наземний бій»
- Нагрудний знак «За участь у загальних штурмових атаках» 1-го ступеня
- Німецький хрест в золоті (25 лютого 1942)
- Медаль «За зимову кампанію на Сході 1941/42»
- Орден «За хоробрість» 4-го ступеня, 1-й класу (Болгарія)
- Орден Заслуг (Угорщина) з мечами
- Нагрудний знак «За поранення» в чорному
- Хрест Воєнних заслуг 2-го і 1-го класу з мечами
- Відзначений у щоденній доповіді «Вермахтберіхт» (19 жовтня 1944)
- Лицарський хрест Залізного хреста з дубовим листям
  - Лицарський хрест (31 жовтня 1944)
  - Дубове листя (№726; 1 лютого 1945)